# Fleischer (Cembalobauer)

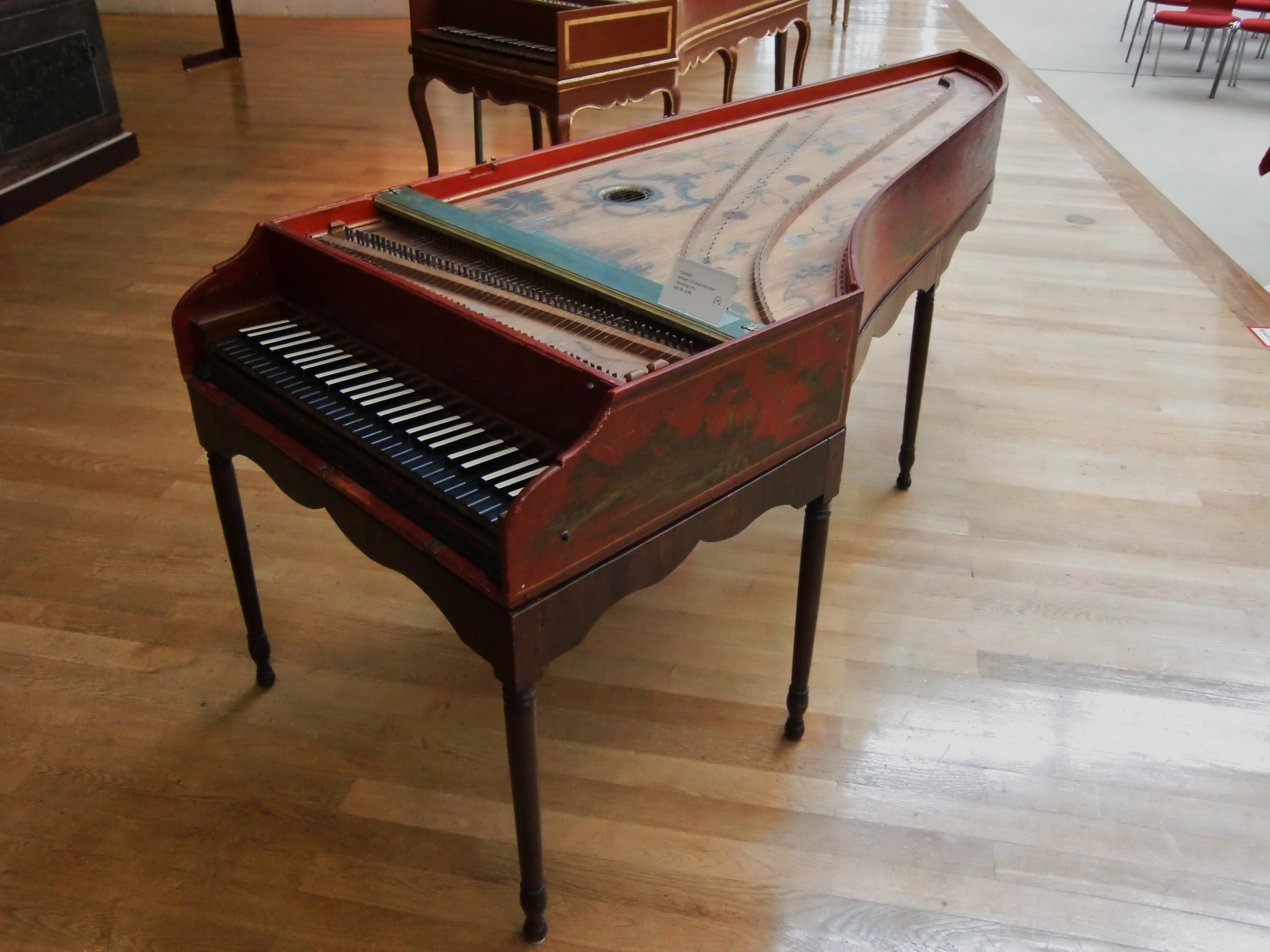
Cembalo 1710 von Christoph Johann Fleischer, Berlin

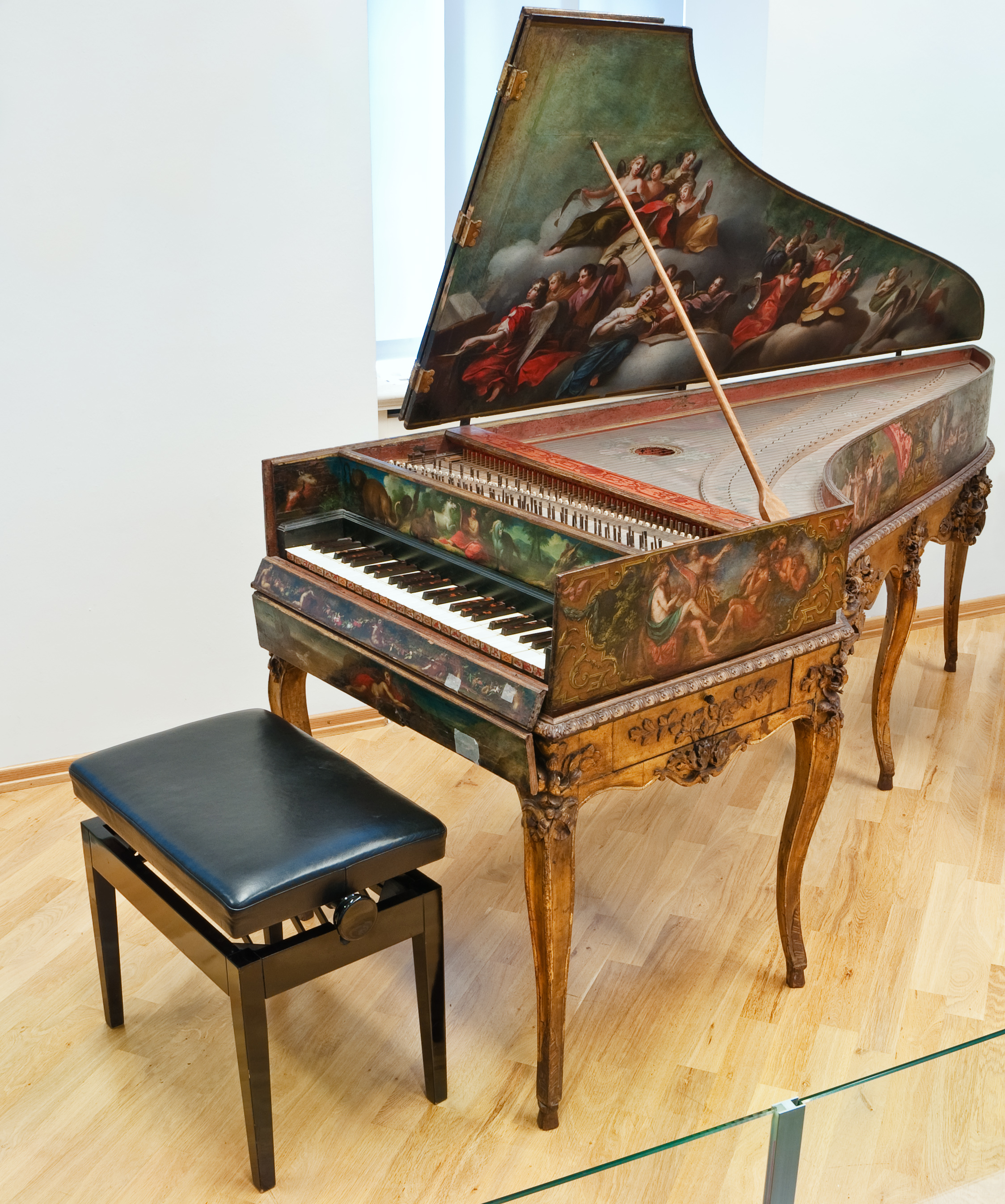
Cembalo 1716 von Carl Conrad Fleischer, Hamburg

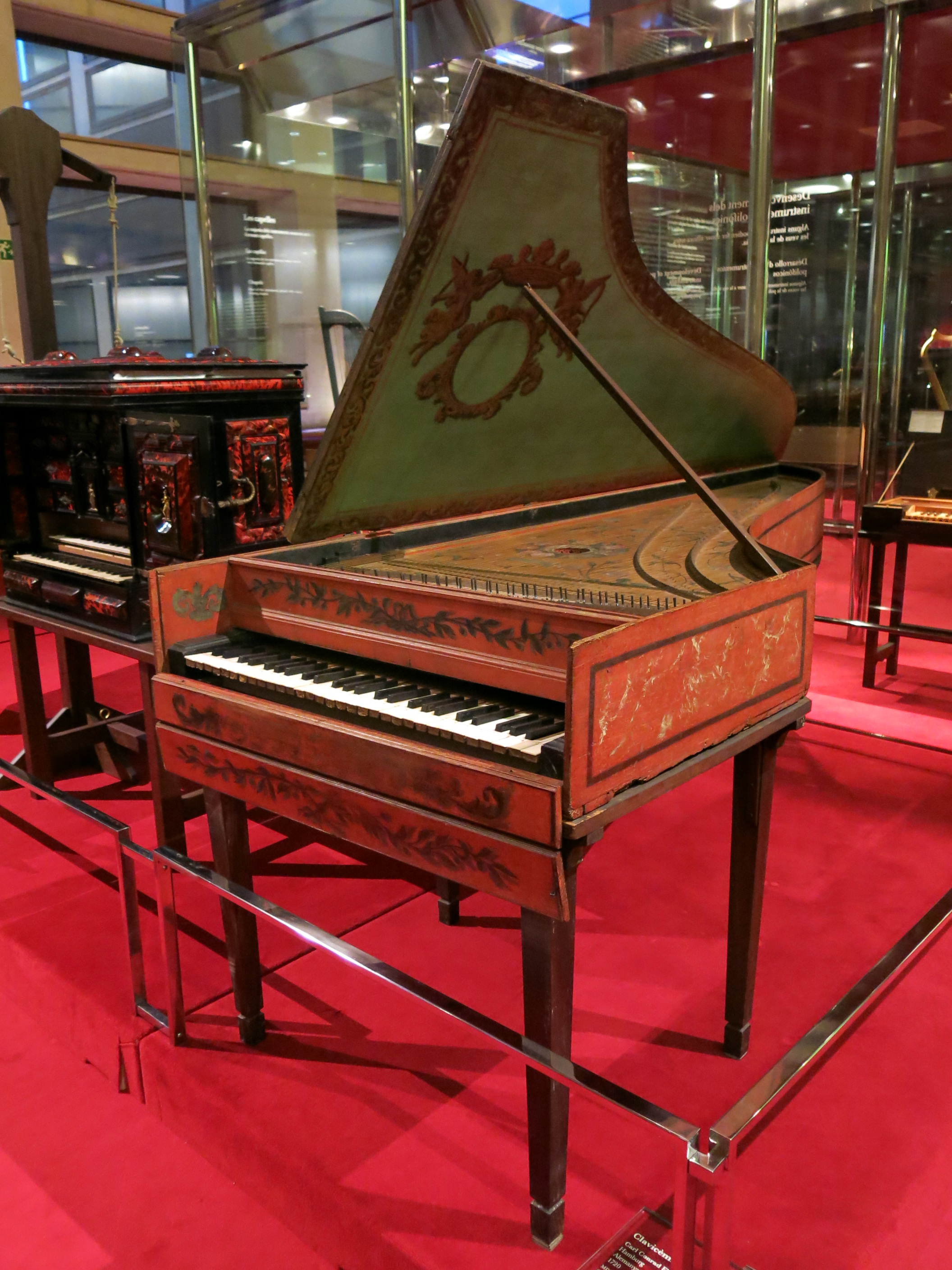
Cembalo 1716 von Carl Conrad Fleischer, Barcelona

Mitglieder der Familie Fleischer waren im 17. und 18. Jahrhundert bedeutende Hamburger Cembalobauer.
Die Tradition geht zurück auf Hans Christoph Fleischer (1638 – etwa 1690) Instrumentenmacher und Lautenbauer. Er hatte zwei Söhne:
Christoph Johann Fleischer (1676 – etwa 1724), baute Lauten, Cembali und Clavichorde
Carl Conrad Fleischer (1680 – etwa 1738), baute Cembali, Cavichorde und Orgeln

## Erhaltene Instrumente

### Christoph Johann Fleischer
Von Christoph Johann sind fünf Instrumente erhalten. Ein Cembalo aus dem Jahr 1710 befindet sich heute im Musikinstrumenten-Museum Berlin.
Zwei Clavichorde befinden sich in Trondheim und Stockholm, sie sind gebunden (C–c3). Die anderen zwei sind bundfrei und befinden sich in Stade und Stockholm. Das Clavichord in Stade ist eines der ältesten erhaltenen bundfreien Clavichorde mit einem Umfang von FF–d3. Um diesen Umfang zu erreichen, wurde das Instrument im Bass verlängert und die Rückwand nach außen versetzt, um die neuen Tasten und Saiten aufnehmen zu können. Es ist vermutlich im Jahr 1729 entstanden, wobei die Zahl 9 schwierig zu lesen ist. Das bundfreie Clavichord in Stockholm wurde 1723 gebaut und ist das älteste erhaltene bundfreie Clavichord. In seiner Dissertation stellte Lance Whitehead fest, dass alle Instrumente die gleiche Teilung haben, und schlussfolgerte daraus, dass Fleischer aus den gebundenen Instrumente bundfreie baute, ohne die Teilung der Tastenenden zu verändern. Lücken zwischen den Tastenenden lassen sich gut erkennen, bei den gebundenen Tönen sind sie notwendig, bei bundfreien Clavichorden hingegen überflüssig.

### Carl Conrad Fleischer
Drei Cembali sind von Carl Conrad Fleischer erhalten, zwei aus dem Jahr 1716 und eines aus dem Jahr 1720. Eines der Cembali aus dem Jahr 1716 befindet sich im Museum für Hamburgische Geschichte. Das andere Instrument aus dem Jahr 1716 befindet sich im Stibbert Museum in Florence und das 1720 gebaute Cembalo im Museu de la Música de Barcelona.
Nach dem Tod Carl Conrads heiratete seine Witwe Christian Zell, einen anderen bedeutenden Hamburger Cembalobauer, der auch die Werkstatt von Carl Conrad übernahm.

## Fleischer-Rosetten

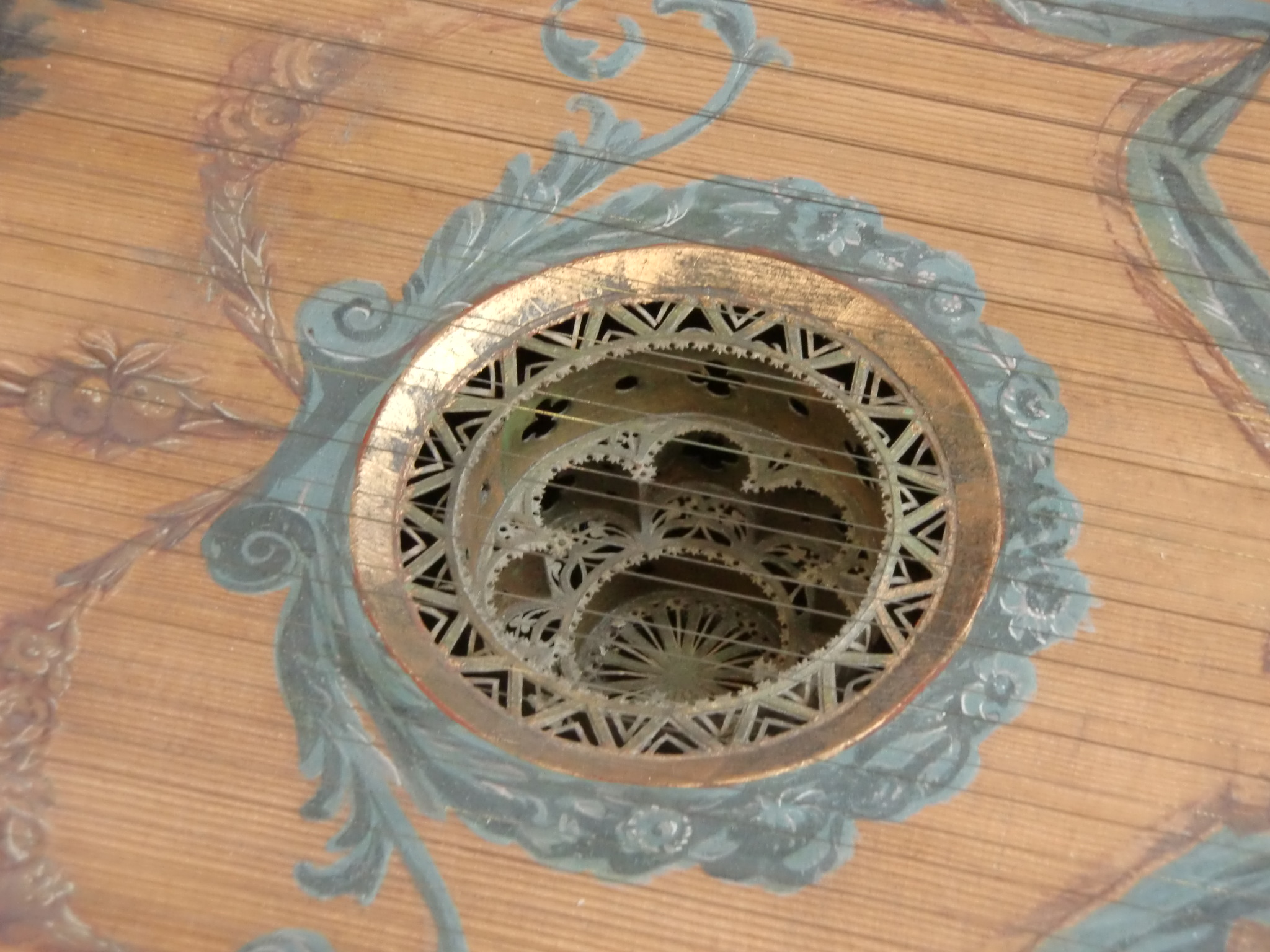
Cembalo von Johann Conrad Fleischer, Hamburg 1710 – Berlin, Musikinstrumentenmuseum
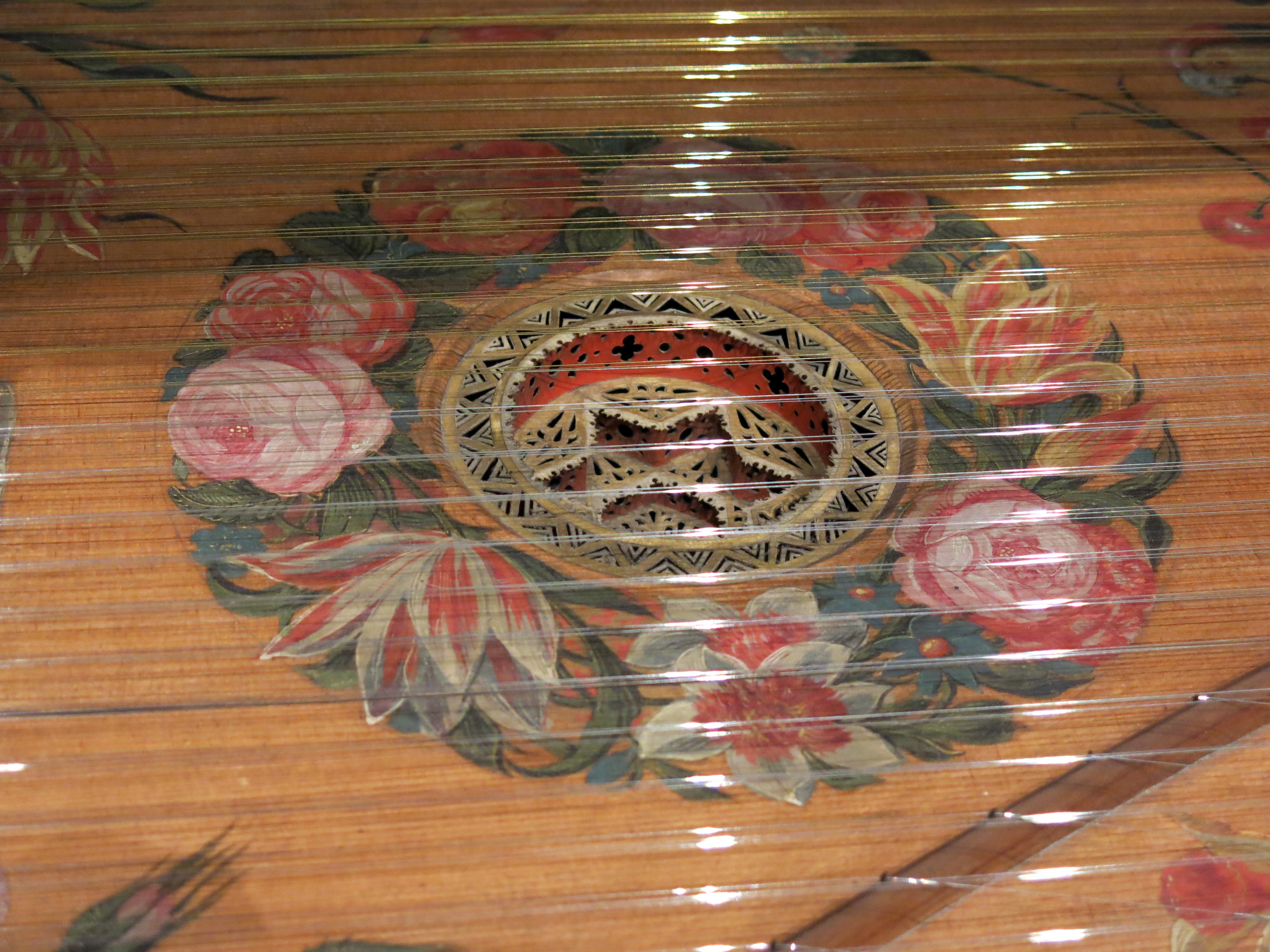
Cembalo von Karl Conrad Fleischer, Hamburg, 1720 – Barcelona, Museu de la Música

Die Rosetten von Christoph Johann und Carl Conrad sind außergewöhnlich. Gefertigt aus Lagen von zartem Pergament, führen sie in den Klangboden, wie Kottick in seinem Buch A History of the Harpsichord schreibt, in der Form einer umgedrehten Hochzeitstorte. Die zwei Rosetten von Carl Conrad sind absolut gleich, selbst die Kolorierung der Ränder. In ihrer Kunstfertigkeit ist die Rosette von Christoph Johann unerreicht, doch auch sie zeigt eine so große Ähnlichkeit zu denen seines Bruders, dass eine gemeinsame Herkunft klar zu erkennen ist.